# ルシアン・ヒルの上で
「ルシアン・ヒルの上で」は、日本のロックバンドであるRED WARRIORSの楽曲。
1987年11月21日に日本コロムビアのBODYレーベルから3枚目のシングルとしてリリースされた。作詞および作曲は木暮武彦、プロデュースは木暮および宗清裕之が担当している。前作「バラとワイン」（1987年）より7か月ぶりのシングルであり、オリジナル・アルバムには未収録となった。
1960年代のポップスをイメージして制作された楽曲であり、シングルヒットに対して積極的になっていた時期にリリースされた。オリコンシングルチャートにおいて最高位第37位となった。後年、HOUND DOGやGLAYによってカバーされている。

## 音楽性

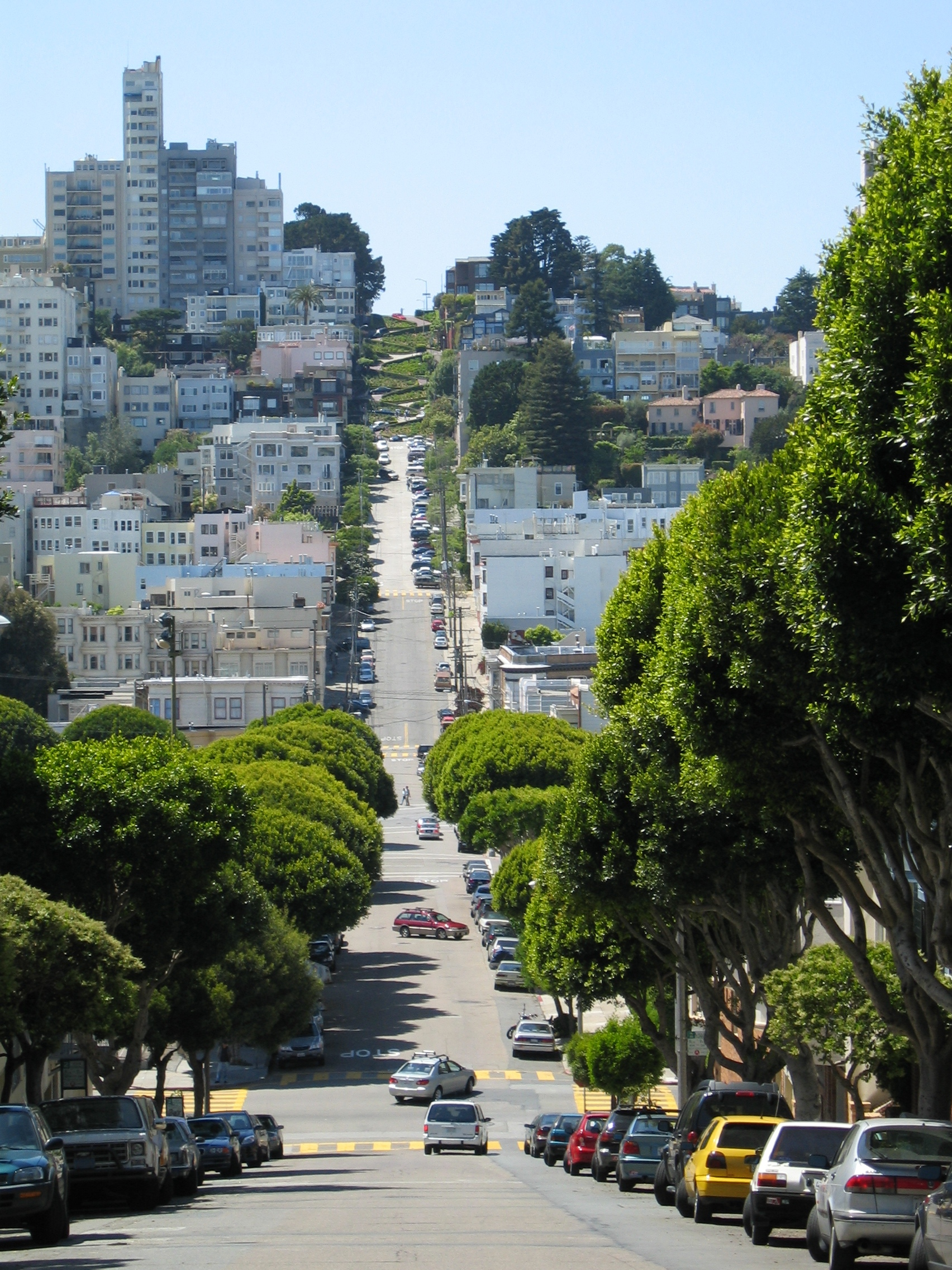
本作の舞台となったアメリカ合衆国・カリフォルニア州サンフランシスコロシアン・ヒル

1960年代のポップスを愛好していた木暮によって、ママス&パパスやホリーズなどのような「甘ずっぱい感じの美しさ」を表現する楽曲として制作された。最初にサビが完成し、全体の完成後に一度レコーディングされたが没となった。後にイントロや間奏で使用されるアルペジオのリフを追加して再度レコーディングが行われた。プロデューサーである宗清裕之は木暮に対して本作がロシア民謡のようであると指摘したが、歌詞の完成後にタイトルがルシアンヒル（ロシアンヒル）になっていたと木暮は述べている。
宗清によれば本作のメロディラインは前作「バラとワイン」のレコーディング中にすでに完成していたという。ルシアン・ヒルとはサンフランシスコに実在する地名であり、ルシアン・ヒル・スタジオというレコーディングスタジオも存在する。本作はRED WARRIORSがシングルヒットを出すことに積極的になっていた最初の時期の作品であり、後年「Sunday Sunshine」（1989年）に同様の時期を迎えていると宗清は述べている。本作におけるダイアモンド☆ユカイのボーカルに対して宗清は「決して最高に調子が良いとは言えない」と指摘した上で、本作を「バンドの音楽性のふところの深さを世に示した名作」と位置付けている。

## リリース、チャート成績
本作は1987年4月21日に日本コロムビアのBODYレーベルから12インチレコード、CDの2形態でリリースされた。本作とカップリング曲である「ROLLING DOWN THE STREET」はオリジナル・アルバム未収録となった。
本作のシングル盤はオリコンシングルチャートにおいて最高位第37位の登場週数9回で、売り上げ枚数は2.4万枚となった。

## カバー
- GLAY - ライブ・ビデオ『GLAY Acoustic Live in 日本武道館 produced by JIRO』（2004年）に収録。1999年12月13日の日本武道館公演におけるアコースティック・ライヴ「UNPLUGGED in 日本武道館」で披露された。
- ダイアモンド✡ユカイ - カバー・ベスト・アルバム『I AM A ROCKMAN』（2009年）においてセルフカバーされている[5]。
- HOUND DOG & 極楽オールスターズ - アルバム『PARADISE LUNCH』（1995年）に収録。イントロのフレーズはギターではなくキーボードになっており、全編にオルガンやピアノなどの鍵盤楽器が追加されている。

## シングル収録曲
- CD付属の歌詞カードに記載されたクレジットを参照[6]。

| 全作曲: 木暮武彦、全編曲: RED WARRIORS。 |                             |                               |            |      |
| #                                        | タイトル                    | 作詞                          | 作曲・編曲 | 時間 |
| 1.                                       | 「ルシアン・ヒルの上で」    | 木暮武彦                      | 木暮武彦   | 4:47 |
| 2.                                       | 「ROLLING DOWN THE STREET」 | ダイアモンド☆ユカイ、木暮武彦 | 木暮武彦   | 5:11 |
| 3.                                       | 「WILD AND VAIN」           | ダイアモンド☆ユカイ           | 木暮武彦   | 6:21 |
| 合計時間:                                | 合計時間:                   | 合計時間:                     | 16:19      |      |

## スタッフ・クレジット
- CD付属の歌詞カードに記載されたクレジットを参照[6]。

### RED WARRIORS
- 田所 “ダイアモンド☆ユカイ” 豊 - ボーカル、ハープ
- 木暮 "Shäke" 武彦 - ギター、コーラス
- 小川清史 - ベース、コーラス
- 小沼 "Comma" 達也 - ドラムス、パーカッション、コーラス

### スタッフ
- 木暮武彦 - プロデューサー
- 宗清裕之（日本コロムビア） - プロデューサー
- マイケル・ツィマリング - レコーディング・エンジニア、ミキシング・エンジニア
- 中西真澄 - レコーディング・エンジニア
- 北見弦一 - レコーディング・エンジニア
- 伊藤康弘 - アシスタント・エンジニア
- 高橋寧 - アシスタント・エンジニア
- 猪股正幸 - アシスタント・エンジニア
- 中川直彦 - アシスタント・エンジニア
- 松本大英 - アシスタント・エンジニア
- 植月隆 - アシスタント・エンジニア
- 三木康広 - アシスタント・エンジニア
- 空田満（マザーエンタープライズ） - パーソナル・マネージメント
- 永野 "Kazuni" 治 - インストゥルメント・テクニシャン
- 佐藤庄平（マザーエンタープライズ） - プロモーション・エージェント
- 本木元（マザーエンタープライズ）- プロモーション・エージェント
- やまぐちいずみ（日本コロムビア） - プロモーション・エージェント
- 後藤繁雄 - クリエイティブ・ディレクション
- 三浦憲治 - 写真撮影
- かさいなつえ - スタイリスト
- Diamond Head's - アート・ディレクション、デザイン
- パール楽器製造 - 楽器
- ビル・ローレンス - 楽器
- PGM - 楽器
- BBE (202-R) - スペシャル・サンクス
- A&Aコーポレーション - スペシャル・サンクス
- モーリス楽器製造 - スペシャル・サンクス
- Rokkoman Inc. - スペシャル・サンクス
- 福田信（マザーエンタープライズ） - エグゼクティブ・プロデューサー

## リリース日一覧
| No. | リリース日     | レーベル              | 規格             | カタログ番号 | 最高順位 | 備考 |
| --- | -------------- | --------------------- | ---------------- | ------------ | -------- | ---- |
| 1   | 1987年11月21日 | 日本コロムビア / BODY | 12インチレコード | AY-7418      | 37位     |      |
| 2   | 1987年11月21日 | 日本コロムビア / BODY | マキシシングル   | 15CA-5011    | 37位     |      |

## 収録アルバム
- 『RED SONGS』（1989年）
- 『THE WORLD OF RED WARRIORS』（1996年）
- 『Re:Works』（2001年） - セルフカバー・バージョンを収録。
- 『LIVE“LESSON21”』（2007年） - ライブ・バージョンを収録。
- 『LESSON:ULTIMATE』（2013年）
- 『SWINGIN' DAZE 21st CENTURY』（2019年） - ライブ・バージョンを収録。